# 蒙布龙
蒙布龙（法語：Montbron，法語發音：[mɔ̃bʁɔ̃]），法国西部市镇，位于新阿基坦大区夏朗德省，隶属于昂古莱姆区，其市镇面积为43.34平方公里，2022年1月1日时人口数量为1,995人，在法国城市中排名第5,466位。
蒙布龙位于夏朗德省东部，塔杜瓦尔河畔，因同名城堡及家族而闻名，现为一个区域性的中心城市，多条公路在此交汇。

## 地名来源
根据当地官方网站的论述，“Montbron”最初于公元六世纪时以“Mon Berulfis”的形式被记载，其中“Berulfis”一名可能出自人名“Bérulphe”，他曾为一名图赖讷公爵。
蒙布龙所处区域历史上曾通行奥克语利穆赞方言，“Montbron”在奥克语维基百科及Openstreetmap中被标记为“Montberol”。

## 历史

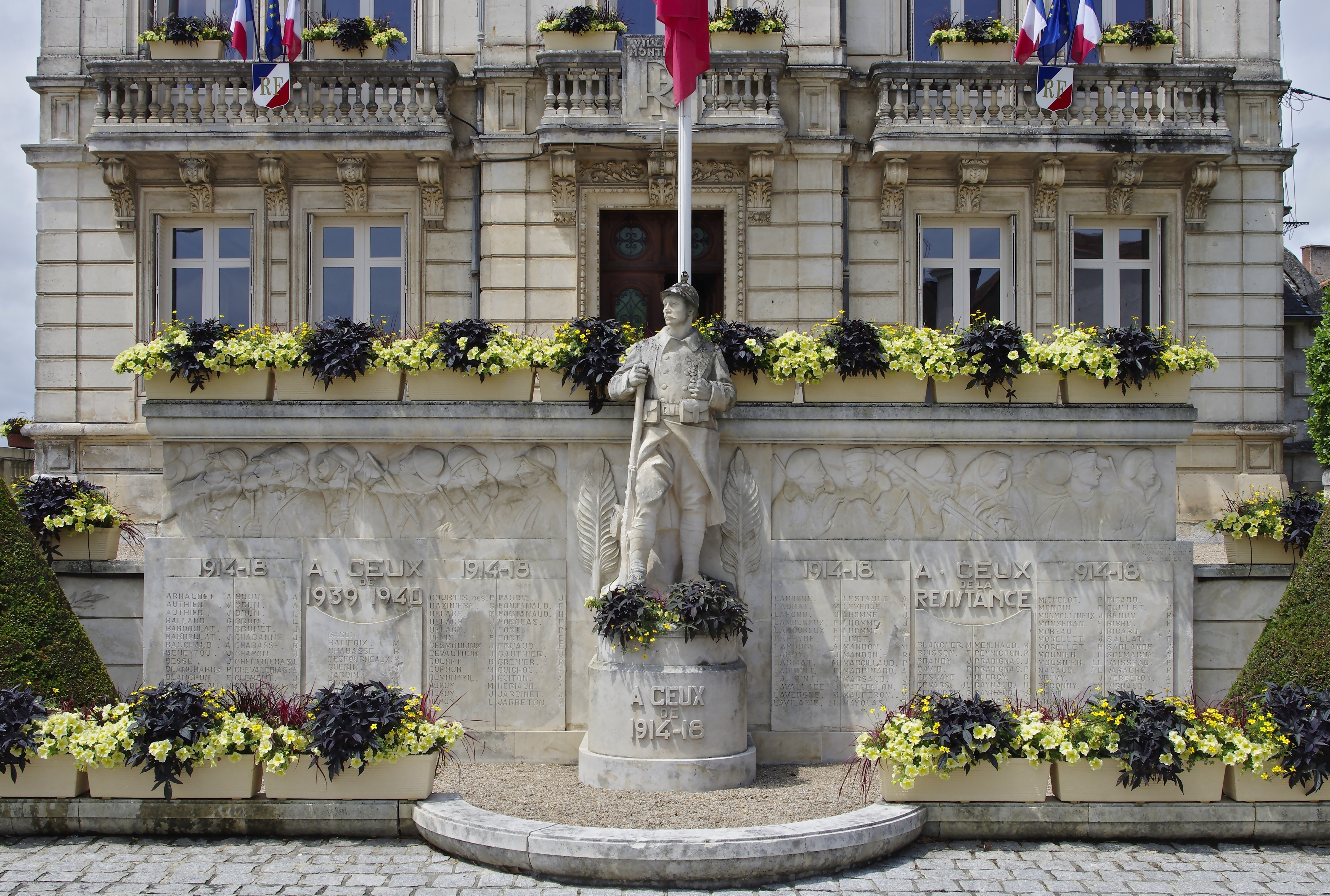
蒙布龙烈士纪念碑

蒙布龙的早期历史尚不清楚。根据当地官方网站的论述，蒙布龙境内曾发现新时期时代的人类活动遗迹，当地在古典时期可能就已出现聚落。公元五世纪初，西哥特人曾占领并烧毁了蒙布龙。中世纪初，蒙布龙地区长期隶属于阿基坦公国，9世纪后成为昂古穆瓦伯国的一部分，蒙布龙领主亦获得男爵头衔，其家族成员在此修建了多处城堡。蒙布龙教堂于1081年建成。英法百年战争期间，蒙布龙曾根据《布勒丁尼条约》被英格兰占领，此后该地区在英法间几经易手，最终于1422年被查理七世收复。百年战争使得蒙布龙遭到严重破坏，战争结束后，蒙布龙城堡在昂古莱姆女伯爵罗昂的玛格丽特的支持下得以重建。17世纪时，蒙布龙曾被洛梅尼家族继承，后又被昂古莱姆市长艾蒂安·谢拉德购得，并由此创建了蒙布龙的谢拉德家族。法国大革命后，蒙布龙成为夏朗德省的一个市镇。自19世纪末以来，蒙布龙人口数量逐年下降。
在行政区划方面，蒙布龙曾在1800至2015年间为蒙布龙县的县治。

## 地理

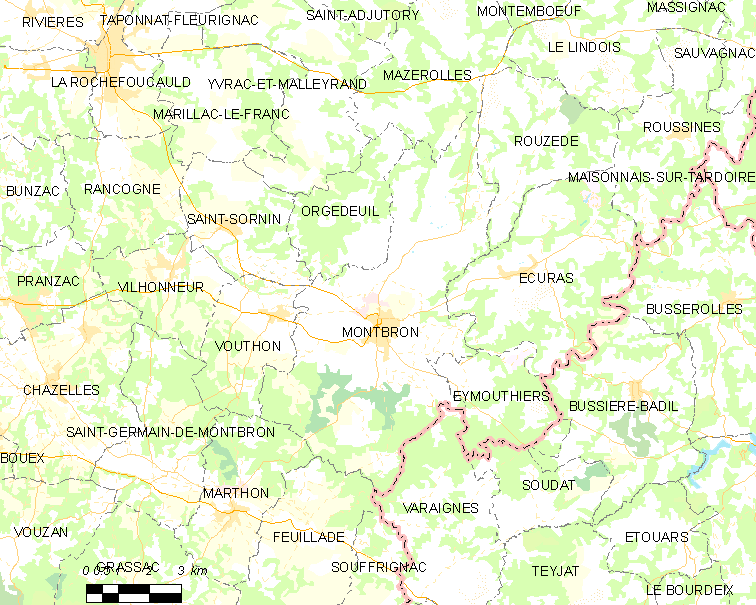
蒙布龙市镇范围地图

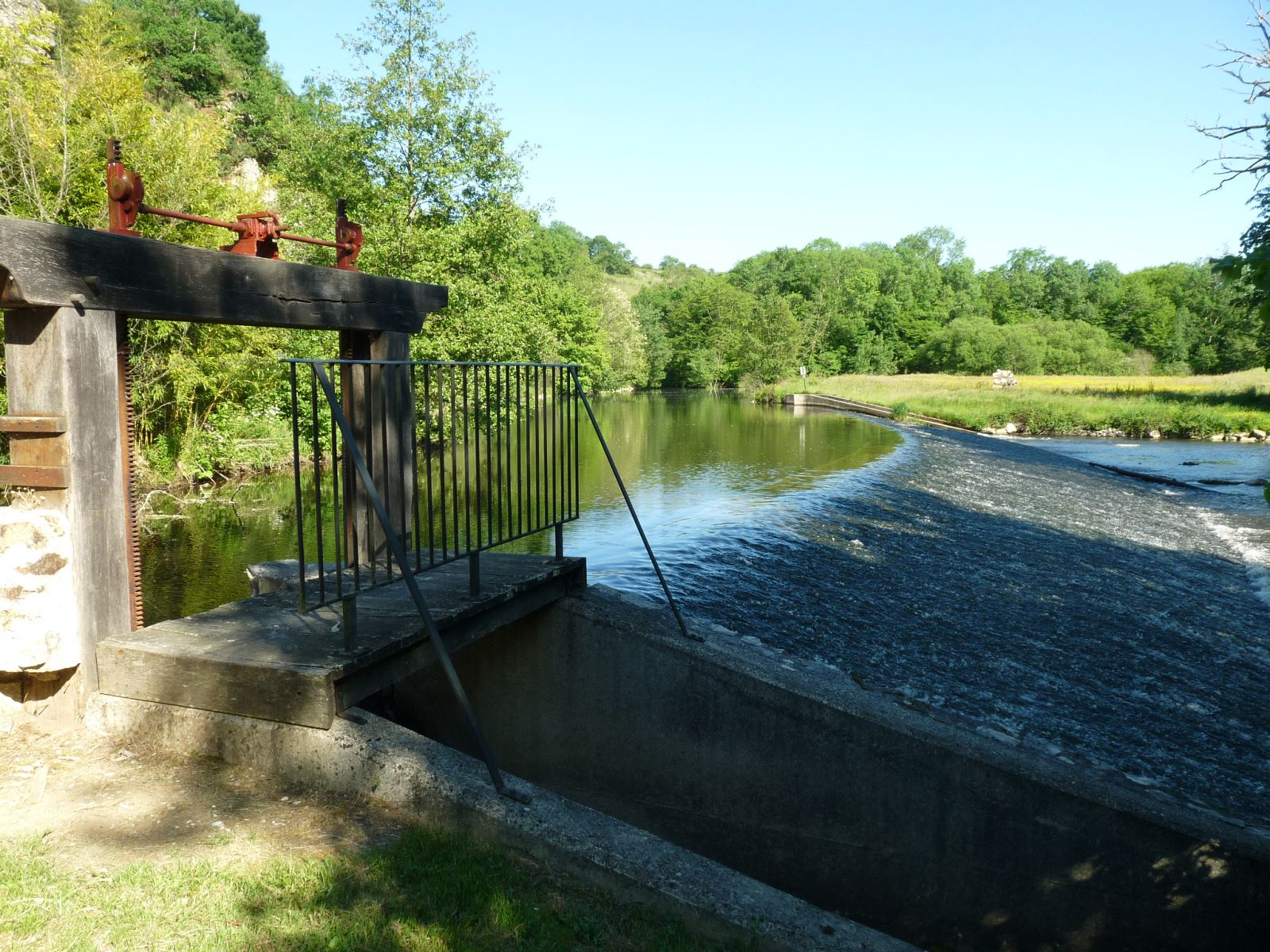
塔杜瓦尔河上的一处水坝

蒙布龙位于法国西部偏南，新阿基坦大区中北部和夏朗德省东部，距离省会昂古莱姆大约31公里。与蒙布龙接壤的市镇包括：埃屈拉、埃穆捷、弗亚德、马尔通、马兹罗勒、奥尔热德伊、鲁泽德、圣索尔南、瓦赖涅和武通。

### 地形
蒙布龙位于奥尔特-塔杜瓦尔地区腹地，境内以浅丘为主，市镇中心位于塔杜瓦尔河左岸的一处高地之上，核心地带的地势较为平坦，沿河区域起伏明显，全境海拔在95到287米之间。

### 水文
蒙布龙位于夏朗德河流域范围内，塔杜瓦尔河自东向西流经蒙布龙，其右岸支流图耶河（La Touille）在此与其交汇。

### 植被
蒙布龙属于温带阔叶混交林区，林地广泛分布于河流附近及谷地地带。
在鲜花城市的评比中，蒙布龙被评为1星级鲜花城市。

### 气候
蒙布龙在柯本气候分类法中属于温带海洋性气候（Cfb）。
距离蒙布龙最近的常年气象站位于马尔通境内，以下为该气象站的数据（其中日照数据取自拉库罗讷气象站）：
| 马尔通 1981年－2019年 | 马尔通 1981年－2019年 | 马尔通 1981年－2019年 | 马尔通 1981年－2019年 | 马尔通 1981年－2019年 | 马尔通 1981年－2019年 | 马尔通 1981年－2019年 | 马尔通 1981年－2019年 | 马尔通 1981年－2019年 | 马尔通 1981年－2019年 | 马尔通 1981年－2019年 | 马尔通 1981年－2019年 | 马尔通 1981年－2019年 | 马尔通 1981年－2019年 |
| 月份                  | 1月                   | 2月                   | 3月                   | 4月                   | 5月                   | 6月                   | 7月                   | 8月                   | 9月                   | 10月                  | 11月                  | 12月                  | 全年                  |
| --------------------- | --------------------- | --------------------- | --------------------- | --------------------- | --------------------- | --------------------- | --------------------- | --------------------- | --------------------- | --------------------- | --------------------- | --------------------- | --------------------- |
| 历史最高温 °C（°F）   | 18.7 (65.7)           | 22.6 (72.7)           | 26.7 (80.1)           | 31.1 (88.0)           | 34.8 (94.6)           | 39.1 (102.4)          | 38.3 (100.9)          | 40.7 (105.3)          | 35.6 (96.1)           | 31.5 (88.7)           | 24 (75)               | 18.5 (65.3)           | 40.7 (105.3)          |
| 平均高温 °C（°F）     | 9.1 (48.4)            | 10.8 (51.4)           | 14.5 (58.1)           | 16.9 (62.4)           | 21.4 (70.5)           | 25 (77)               | 27.1 (80.8)           | 27.3 (81.1)           | 22.9 (73.2)           | 18.3 (64.9)           | 12.3 (54.1)           | 9.2 (48.6)            | 17.9 (64.2)           |
| 日均气温 °C（°F）     | 5.2 (41.4)            | 5.8 (42.4)            | 8.6 (47.5)            | 10.7 (51.3)           | 14.9 (58.8)           | 18.2 (64.8)           | 20 (68)               | 20.1 (68.2)           | 16.3 (61.3)           | 13.1 (55.6)           | 8 (46)                | 5.3 (41.5)            | 12.2 (54.0)           |
| 平均低温 °C（°F）     | 1.3 (34.3)            | 0.7 (33.3)            | 2.7 (36.9)            | 4.6 (40.3)            | 8.4 (47.1)            | 11.4 (52.5)           | 12.9 (55.2)           | 12.8 (55.0)           | 9.7 (49.5)            | 7.8 (46.0)            | 3.7 (38.7)            | 1.4 (34.5)            | 6.5 (43.7)            |
| 历史最低温 °C（°F）   | −12.5 (9.5)           | −15.6 (3.9)           | −12.7 (9.1)           | −4.7 (23.5)           | −2.3 (27.9)           | 0.5 (32.9)            | 4.8 (40.6)            | 3.2 (37.8)            | 0.7 (33.3)            | −5.6 (21.9)           | −10.2 (13.6)          | −13.5 (7.7)           | −15.6 (3.9)           |
| 平均降水量 mm（）     | 75.4 (2.97)           | 57.7 (2.27)           | 57.2 (2.25)           | 73.6 (2.90)           | 77.7 (3.06)           | 59.7 (2.35)           | 48.9 (1.93)           | 56.8 (2.24)           | 65.1 (2.56)           | 77.3 (3.04)           | 85.6 (3.37)           | 87.8 (3.46)           | 822.8 (32.39)         |
| 月均日照時數          | 80                    | 122.2                 | 164                   | 191.4                 | 216.1                 | 267.7                 | 262.2                 | 236.7                 | 218.8                 | 149.8                 | 88.9                  | 91.8                  | 2,089.6               |
| 来源：infoclimat      |                       |                       |                       |                       |                       |                       |                       |                       |                       |                       |                       |                       |                       |

## 行政区划
蒙布龙的市镇编号为16223，邮政编号为16220。
在行政管理方面，蒙布龙隶属于法国新阿基坦大区夏朗德省昂古莱姆区；在地方选举方面，蒙布龙隶属于瓦勒德塔杜瓦尔县，其市镇范围全境被划入夏朗德省第三选区；在社会管理方面，蒙布龙是拉罗什富科-佩里戈尔门市镇公共社区的办公驻地。
截至2024年6月，蒙布龙市镇范围内暂无任何城市敏感街区及城市政策优先街区。
法国国家统计与经济研究所（简称）在进行数据统计时，未将蒙布龙划入任何城市核心区（Unité urbaine）及城市区（Aire urbaine）。自2020年起，蒙布龙被划入包含94个市镇的昂古莱姆城市辐射区。此外，还将蒙布龙市镇整体看作一个“块区”（IRIS），以便于统计人口分布情况。

## 交通

### 公路
夏朗德省省道D6线、D16线、D62线、D65线、D108线和D699线在蒙布龙境内交汇。新阿基坦大区下属的夏朗德省城际客运183线经停蒙布龙，可通往昂古莱姆、皮耶居-普吕维耶等地。
2020年，65.7%的蒙布龙家庭拥有至少一辆私人汽车。2021年，蒙布龙境内共发生各类交通事故1起，造成1人重伤。
| 28 | 81 |

| 昂古莱姆 | 32 |

| 沙斯讷伊 | 21 |

| 皮耶居-普吕维耶 | 18 |

### 铁路
距离蒙布龙最近的运营中的客运铁路车站为31公里外的昂古莱姆站，该站停靠前往巴黎、波尔多、里尔、斯特拉斯堡等地的高速列车，以及前往波尔多、普瓦捷、拉罗谢尔和鲁瓦扬四个方向的区域列车。

### 航空
蒙布龙距离利摩日机场的公路里程大约69公里。

### 城市公共交通
截至2024年6月，蒙布龙暂无城市公共交通系统。

## 政治

### 市政内阁

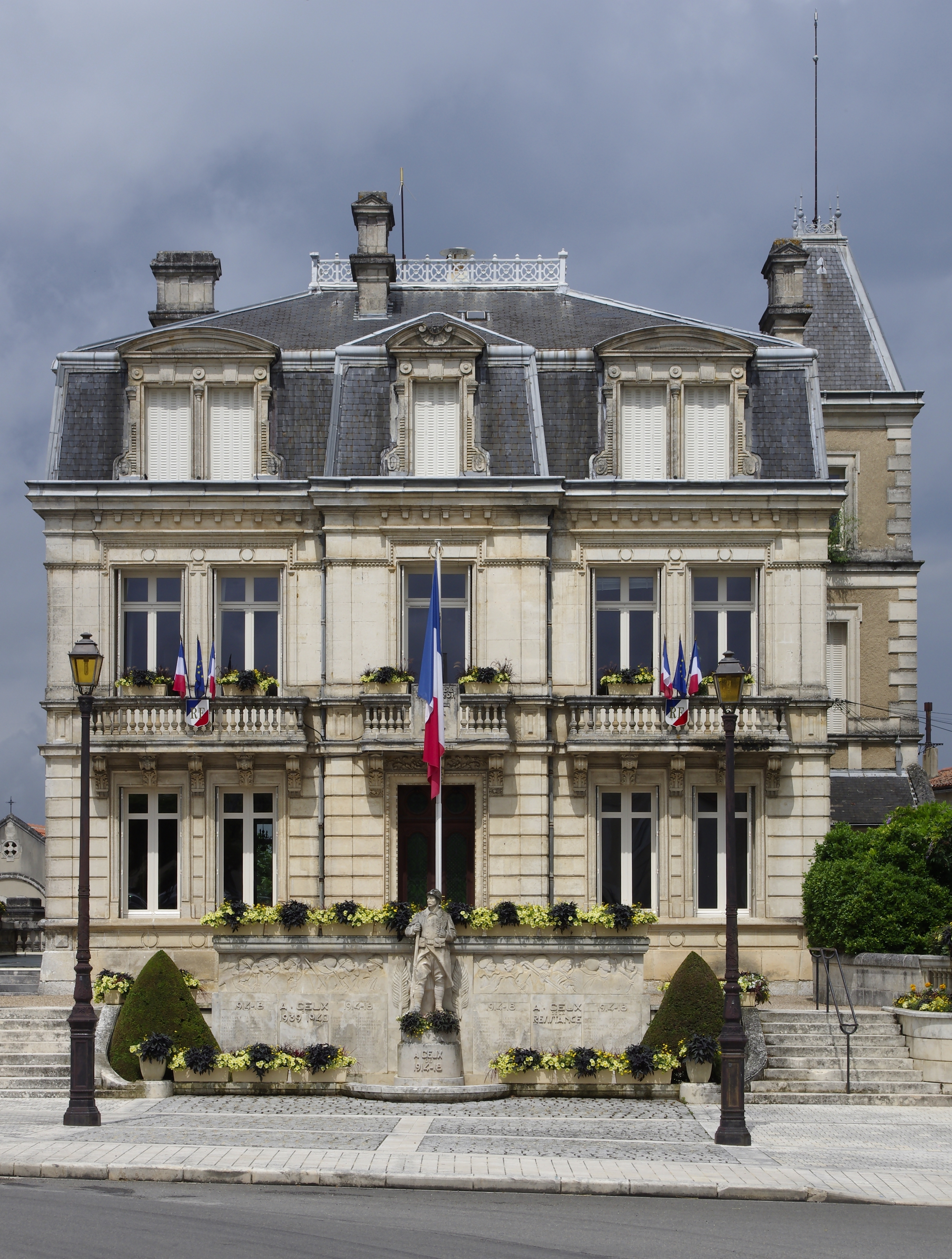
蒙布龙市政厅

蒙布龙的现任市长为格文纳埃尔·弗朗索瓦先生（Gwenhaël FRANÇOIS），他是复兴党的一名成员，在2020年的市政选举中获得了100.00%的支持率（无其他候选人）。
| 蒙布龙历届市长 | 蒙布龙历届市长                        | 蒙布龙历届市长     |
| 任期           | 市长                                  | 党派               |
| -------------- | ------------------------------------- | ------------------ |
| 1945年－1947年 | Jean BLANCHER 让·布朗谢               | 不详               |
| 1947年－1950年 | Pierre ALBERT 皮埃尔·阿尔贝           | 不详               |
| 1950年－1965年 | Jean BLANCHER 让·布朗谢               | 不详               |
| 1965年－1971年 | Pierre LACOUR 皮埃尔·拉库尔           | MRP人民共和运动    |
| 1971年－1977年 | Jean GALIBAN 让·加利邦                | 不详               |
| 1977年－1995年 | Pierre LACOUR 皮埃尔·拉库尔           | UDF法国民主联盟    |
| 1995年－2004年 | Michel BOUTANT 米歇尔·布唐            | PS社会党           |
| 2004年－       | Gwenhaël FRANÇOIS 格文纳埃尔·弗朗索瓦 | PS社会党 →LREM复兴 |

### 各级选举
| 蒙布龙历届投票选举结果 | 蒙布龙历届投票选举结果 | 蒙布龙历届投票选举结果 | 蒙布龙历届投票选举结果 | 蒙布龙历届投票选举结果    | 蒙布龙历届投票选举结果 | 蒙布龙历届投票选举结果 | 蒙布龙历届投票选举结果    | 蒙布龙历届投票选举结果 | 蒙布龙历届投票选举结果 |
| 选举项目               | 选举范围               | 选区单位               | 选区单位内的选举结果   | 选区单位内的选举结果      | 选区单位内的选举结果   | 选区单位内的选举结果   | 选区单位内的选举结果      | 选区单位内的选举结果   | 参考资料               |
| 选举项目               | 选举范围               | 选区单位               | 第一轮胜出者           | 第一轮胜出者              | 支持率                 | 第二轮胜出者           | 第二轮胜出者              | 支持率                 | 参考资料               |
| ---------------------- | ---------------------- | ---------------------- | ---------------------- | ------------------------- | ---------------------- | ---------------------- | ------------------------- | ---------------------- | ---------------------- |
| 2017年法國總統選舉     | 法國                   | 市镇                   |                        | 埃马纽埃尔·马克龙         | 28.41%                 |                        | 埃马纽埃尔·马克龙         | 68.99%                 | [ 22 ]                 |
| 2017年法国立法选举     | 夏朗德省第三选区       | 市镇                   |                        | 马德莱娜·恩戈姆贝-比托    | 36.23%                 |                        | 热罗姆·朗贝尔             | 53.27%                 | [ 22 ]                 |
| 2019年欧洲议会选举     | 法國                   | 市镇                   |                        | 纳塔莉·卢瓦索             | 27.48%                 | （不适用）             | （不适用）                | （不适用）             | [ 24 ]                 |
| 2021年法国省级选举     | 夏朗德省               | 县                     |                        | 米卡埃尔·卡尼 玛丽·普拉古 | 57.46%                 |                        | 米卡埃尔·卡尼 玛丽·普拉古 | 60.05%                 | [ 25 ]                 |
| 2021年法国省级选举     | 夏朗德省               | 市镇                   |                        | 米卡埃尔·卡尼 玛丽·普拉古 | 64.27%                 |                        | 米卡埃尔·卡尼 玛丽·普拉古 | 60.62%                 | [ 25 ]                 |
| 2021年法国大区选举     |                        | 市镇                   |                        | 阿兰·鲁塞                 | 36.24%                 |                        | 阿兰·鲁塞                 | 47.12%                 | [ 26 ]                 |
| 2022年法国总统选举     | 法國                   | 市镇                   |                        | 埃马纽埃尔·马克龙         | 30.15%                 |                        | 埃马纽埃尔·马克龙         | 57.91%                 | [ 22 ]                 |
| 2022年法国立法选举     | 夏朗德省第三选区       | 市镇                   |                        | 西尔维·莫科尔             | 30.51%                 |                        | 西尔维·莫科尔             | 56.74%                 | [ 22 ]                 |
| 2024年欧洲议会选举     | 法國                   | 市镇                   |                        | 若尔丹·巴尔代拉           | 30.41%                 | （不适用）             | （不适用）                | （不适用）             | [ 22 ]                 |

## 人口
2021年，蒙布龙市镇人口数量为1,997，在法国排名第5,466位。其中男性951人，女性1,050人，75岁及以上人口占17.1%，外籍人口数量为87人，人口密度为46人/平方公里，当地居民被称为（男性）或（女性）。2022年，蒙布龙境内出生11人，死亡人口46人。
| 蒙布龙1901年－2021年人口变化情况 |
|                                  |
| 数据来源：Cassini、INSEE         |

## 经济
蒙布龙是一个区域性的中心城市。截至2024年6月，蒙布龙市镇范围内共有各类用人单位（包含自雇）364家，平均历史为19年，其中99.44%为中小型企业（PME），2024年4月至6月间，当地的经济活力指数为0。（肉制品）、（制鞋）及（林业开发）是当地2022年营业额最高的三个企业，分别为2,236,963欧元、1,364,289欧元和1,146,959欧元。

## 财政与居民收入
2022年，蒙布龙的财政收入总额为2,872,660欧元，财政支出总额为2,532,310欧元，当年的债务总额为745,180欧元。2022年，蒙布龙市镇通过增值税获得180,360欧元的收入，此外当地还共获得了90,940欧元的国家直接财政补助。
| 蒙布龙居民收入情况                               | 蒙布龙居民收入情况 | 蒙布龙居民收入情况    | 蒙布龙居民收入情况 |
| 内容                                             | 蒙布龙             | 法国                  | 统计年份           |
| ------------------------------------------------ | ------------------ | --------------------- | ------------------ |
| 征税家庭总数                                     | 993                | 1,081（法国市镇平均） | 2022年             |
| 居民平均月收入                                   | 1,995欧元          | 2,435欧元             | 2022年             |
| 高级职员人均月收入                               | 3,716欧元          | 4,331欧元             | 2021年             |
| 中级职员人均月收入                               | 2,204欧元          | 2,470欧元             | 2021年             |
| 普通职员人均月收入                               | 1,752欧元          | 1,801欧元             | 2021年             |
| 贫困率                                           | 不详               | 14.5%                 | 2020年             |
| 青壮年（15至64岁）失业率                         | 13.0%              | 7.4%                  | 2020年             |
| 征税家庭数量占比                                 | 34.7%              | 45.5%                 | 2020年             |
| 家庭年均纳税                                     | 2,703欧元          | 4,393欧元             | 2022年             |
| 资料来源：INSEE、L'Internaute、Le Journal du Net |                    |                       |                    |

## 社会事务

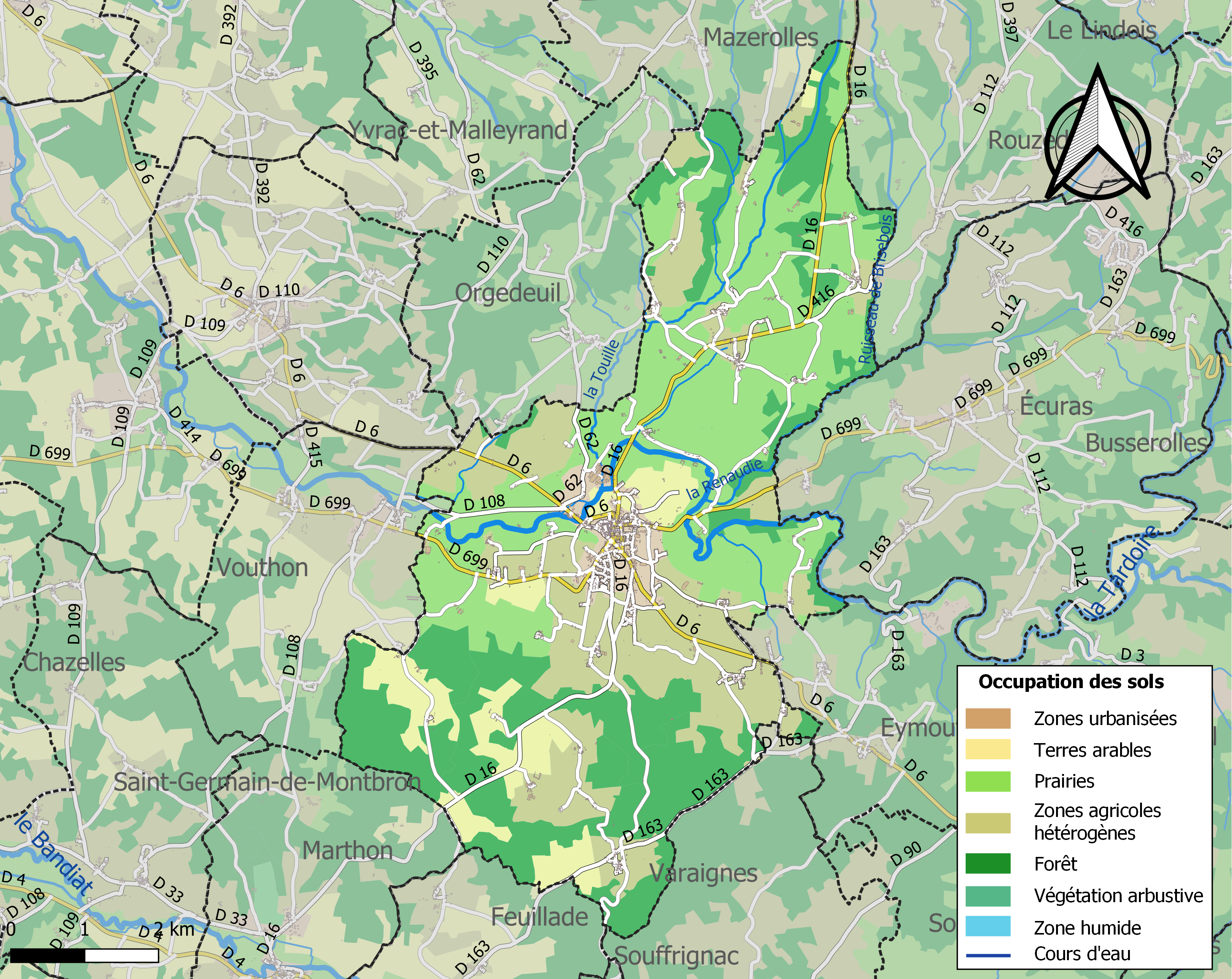
蒙布龙土地利用情况地图

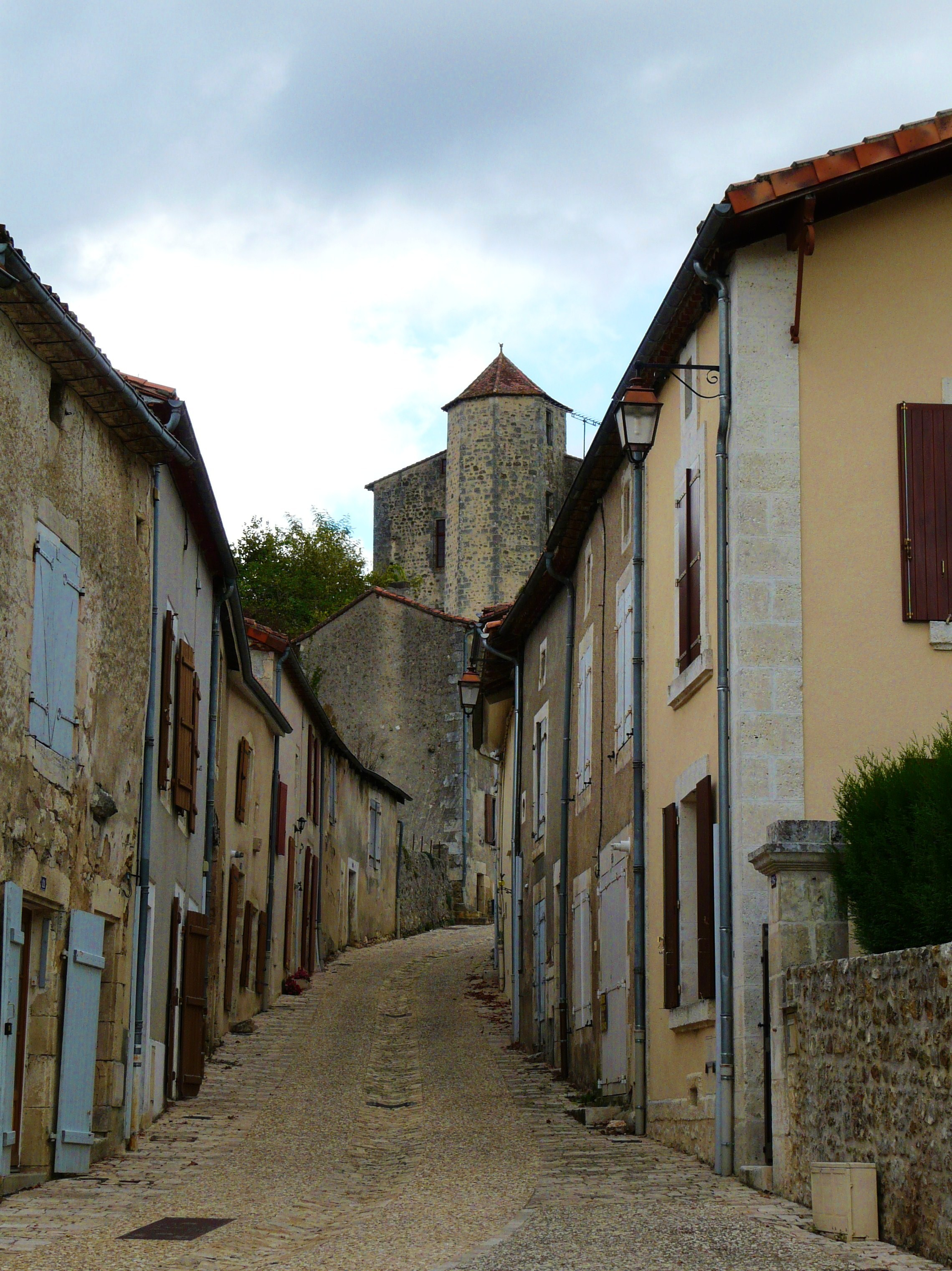
巴尔巴卡讷街

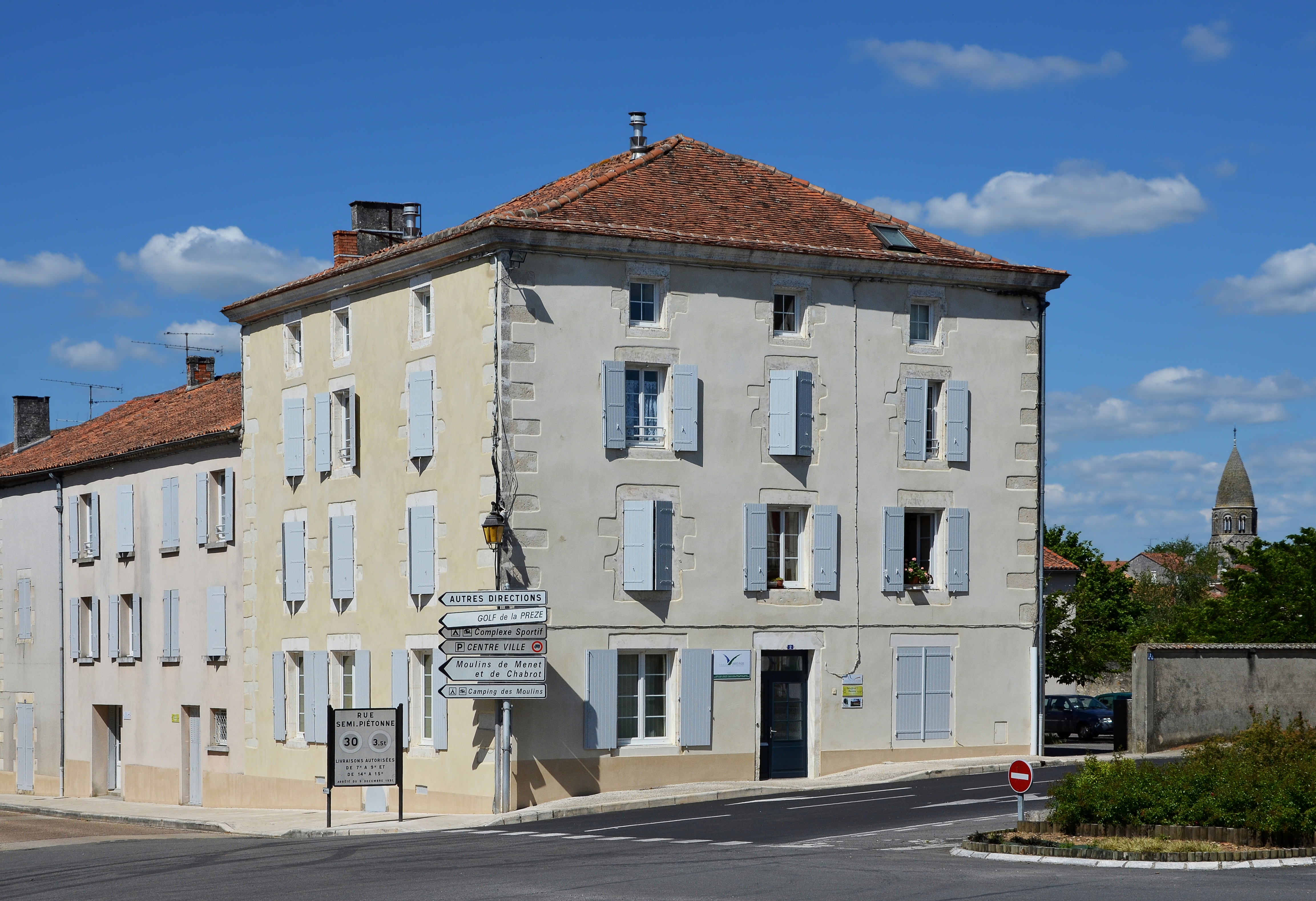
一处传统民宅

### 教育
蒙布龙属于普瓦捷学区。截至2021年1月1日，蒙布龙境内共有1所幼儿园、1所小学和1所初级中学。2022至2023学年度，蒙布龙境内共有在校中等教育阶段学生188名。

### 医疗
截至2021年1月1日，蒙布龙境内共有全科医生4名、保健师4名、牙医1名和护士6名。境内共有药房2家、养老院1家。
距离蒙布龙最近的区域性医疗机构为昂古莱姆中心医院，其主病区医院位于昂古莱姆市区西南部，距离蒙布龙市区的正常车程大约33分钟，该院设有床位562个，是夏朗德省境内规模最大的公立综合性医院。

### 住房
2020年，蒙布龙境内共有各类住房1,313套，其中86.8%为独立式住宅，12.9%为集中式住宅。常住房屋占蒙布龙市镇范围内居民建筑总量的75.3%。
在住房保障政策方面，2022年，蒙布龙境内共有199户家庭获得了住房经济补助，受益人数占总人口数量的10.0%，其中201份为房租补助。

### 商业
2021年，蒙布龙境内共有各类实体商铺51家，其中餐厅6家、大型超市2家、面包房3家、肉铺3家、美容美发店2家、汽车维修店8家。蒙布龙镇中心建有一家Intermarché超市，市区西南部还有一家Aldi超市。

### 体育
2021年，蒙布龙境内共有1家游泳池、1间体育馆、2处网球场以及3处足球或橄榄球场。
截至2024年6月，蒙布龙友谊体育会（Union Sportive Amicale Montbron，编号507031）是蒙布龙境内唯一的一家注册足球俱乐部，其主队2024至2025赛季参加夏朗德省足球联赛乙组（法国第十级别），其主场为市政球场（Stade Municipal）。

### 环境
蒙布龙的环境事务由其所属的拉罗什富科-佩里戈尔门市镇公共社区联合各级政府协调负责。2021年，蒙布龙境内暂无污染企业。

### 治安
2021年，蒙布龙市镇范围内有1处宪兵队。
蒙布龙及其附近的共112个市镇是昂古莱姆国家宪兵队（zone gendarmerie d'Angoulême）的管辖范围。2020年，该宪兵队累计记录各类案件2,358起，其中盗窃类案件1,108起，经济类案件534起，毒品交易类案件74起。

## 文化
2021年，蒙布龙境内暂无任何文化设施。蒙布龙境内建有图书馆（Bibliothèque），每周二至五向公众开放。

### 建筑
蒙布龙境内有多处历史建筑，其中蒙布龙城堡、圣莫里斯教堂等为法国国家文物保护单位。

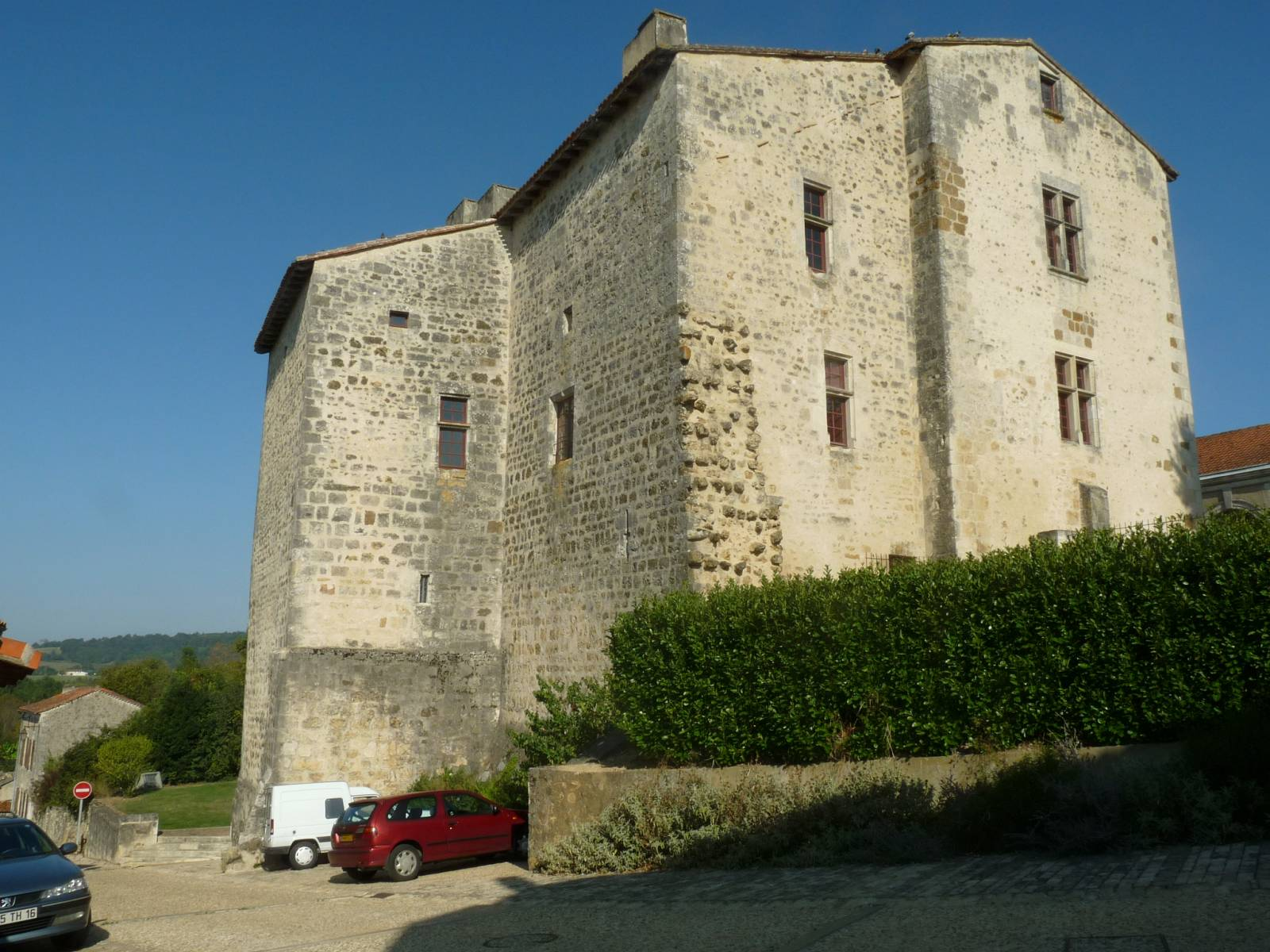
蒙布龙城堡（法语：Château de Montbron (Charente)）
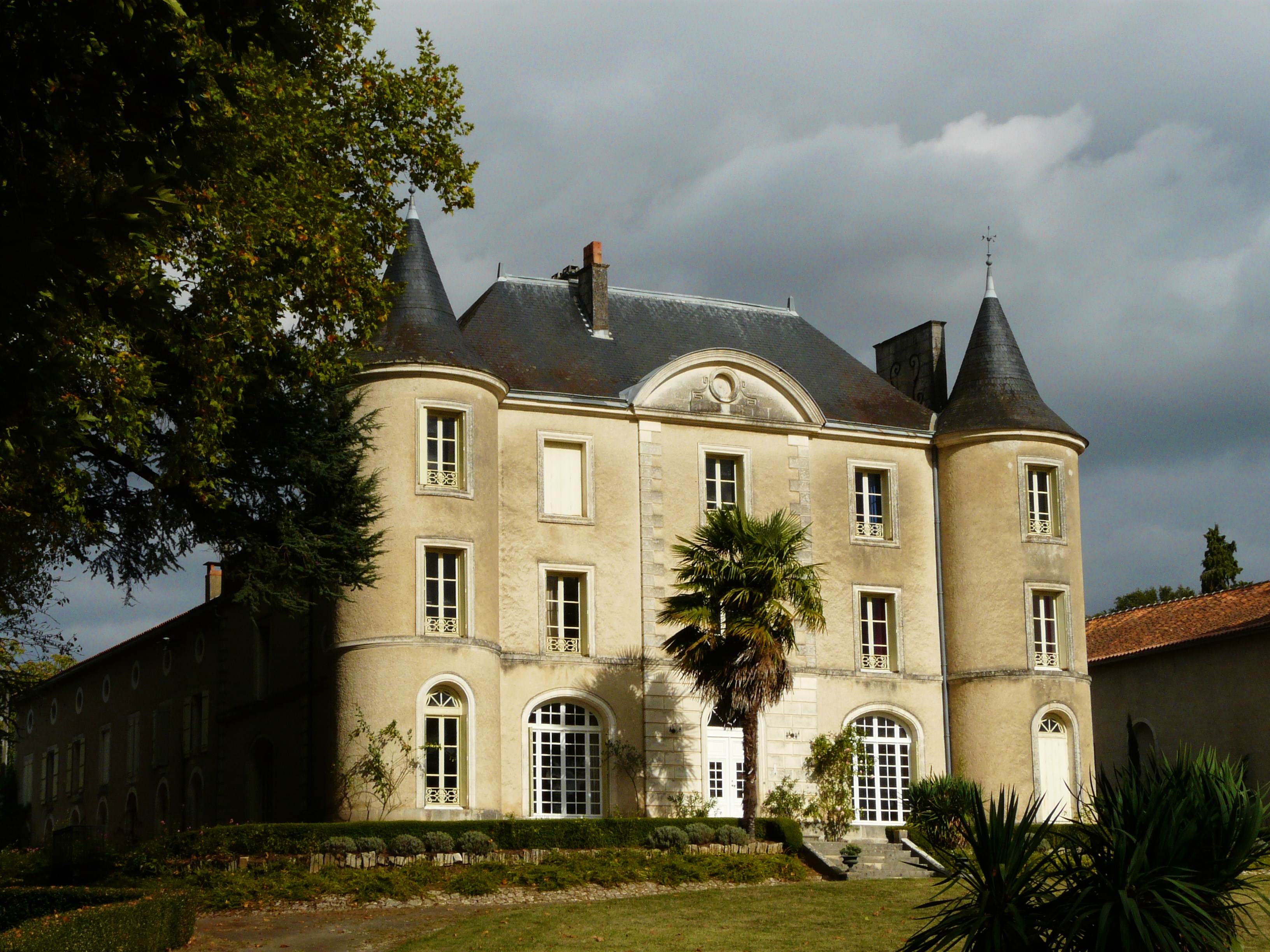
拉沃城堡
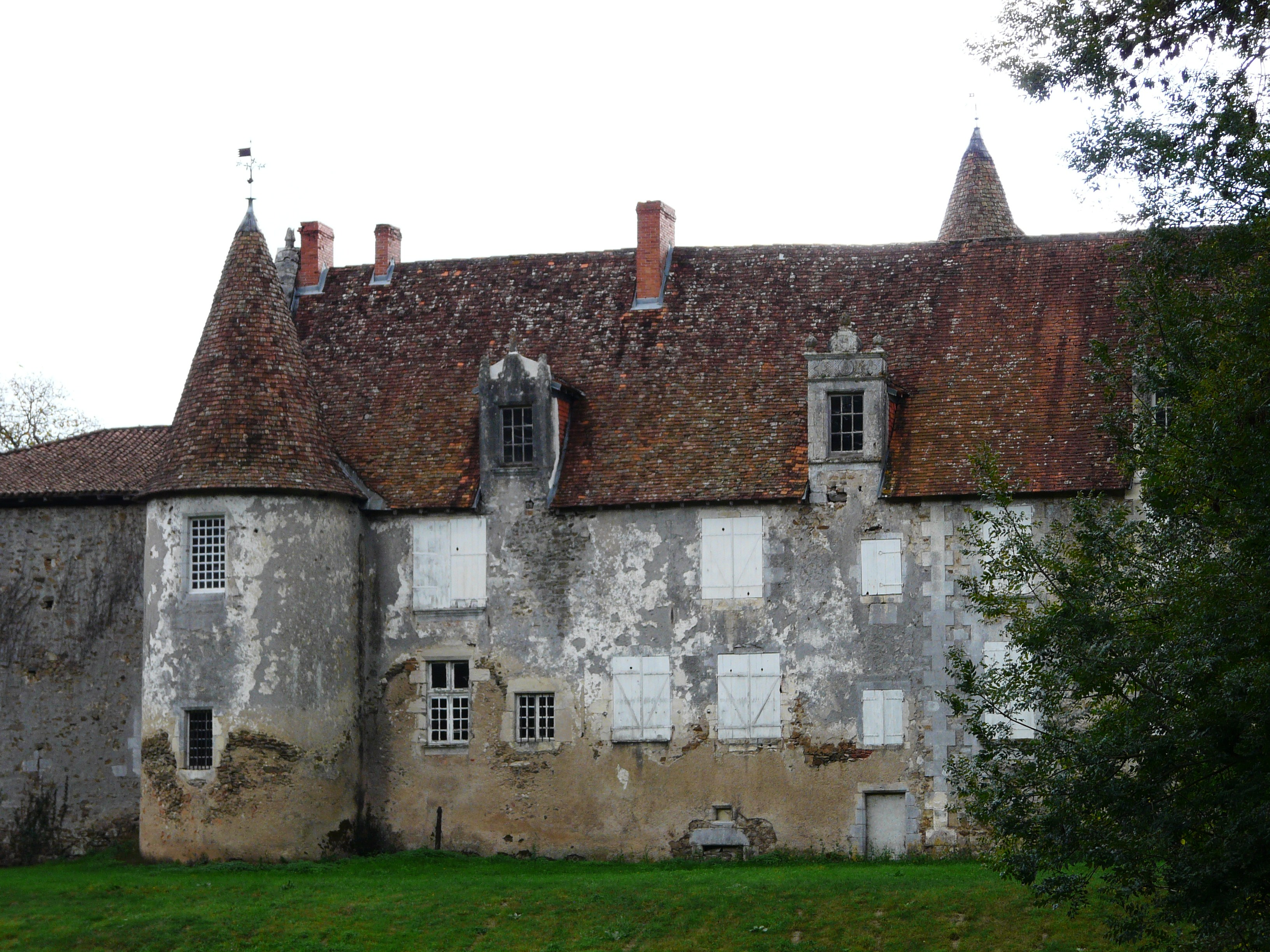
费里耶尔城堡
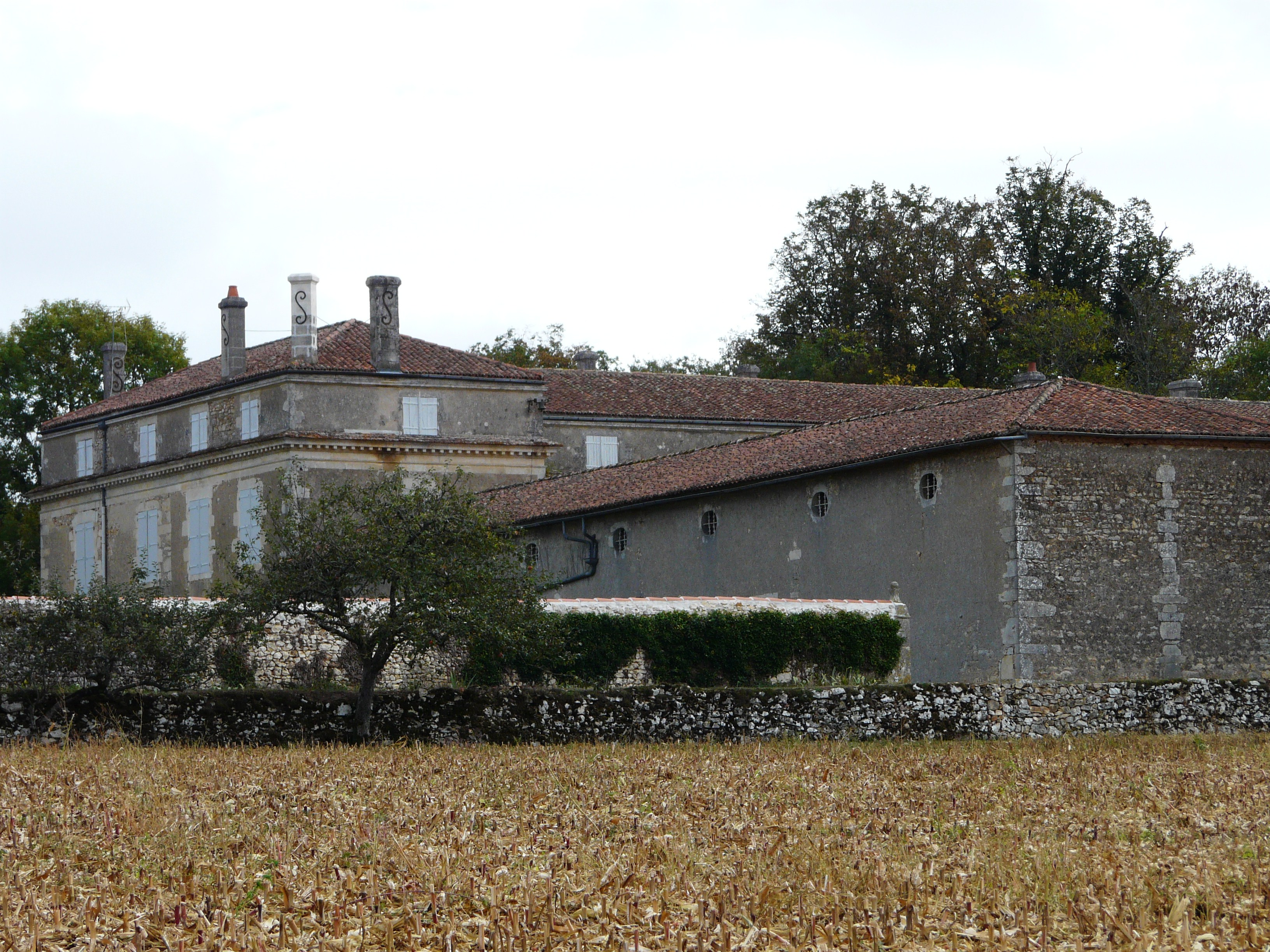
马朗达城堡
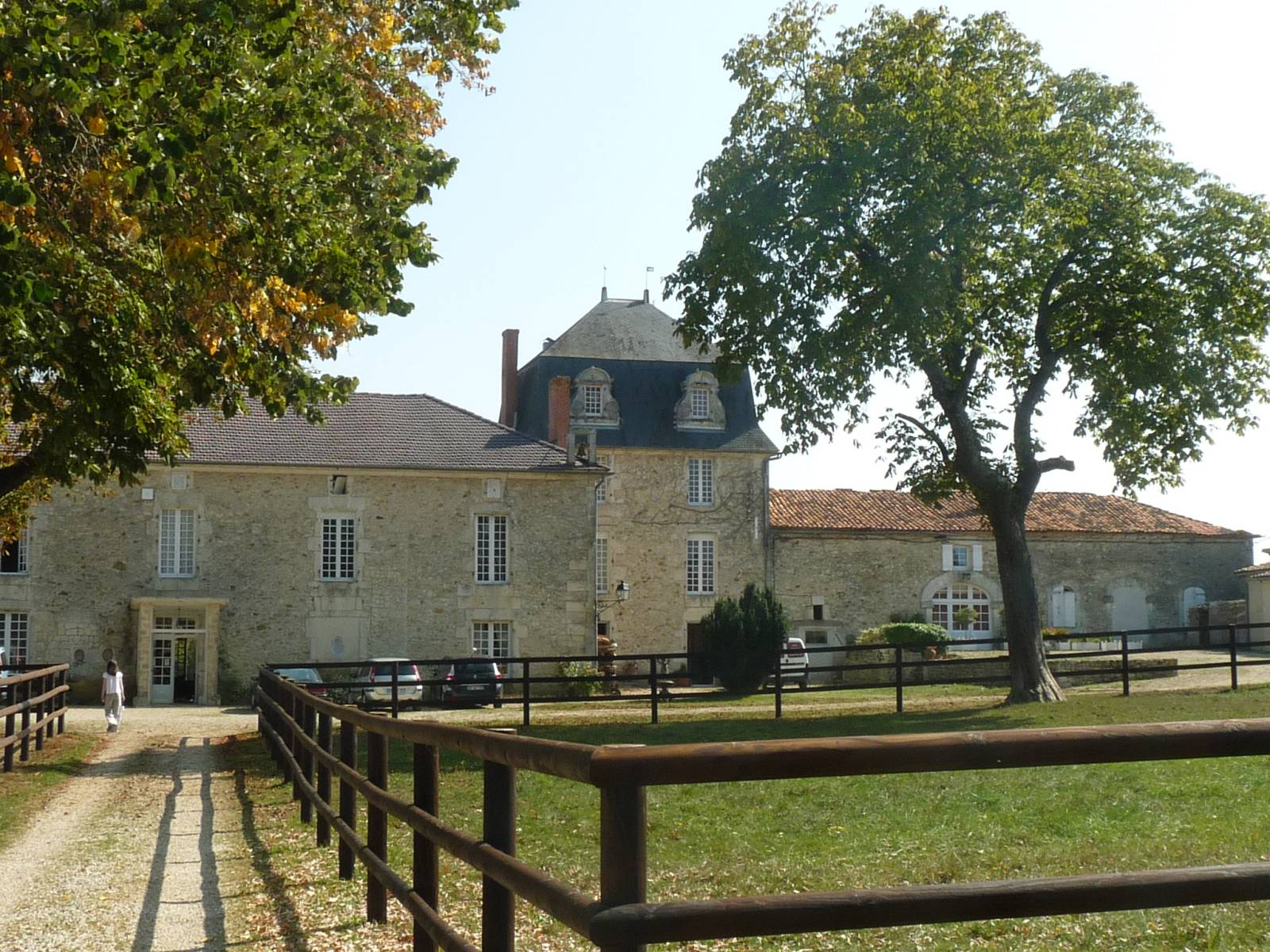
圣卡特里娜城堡
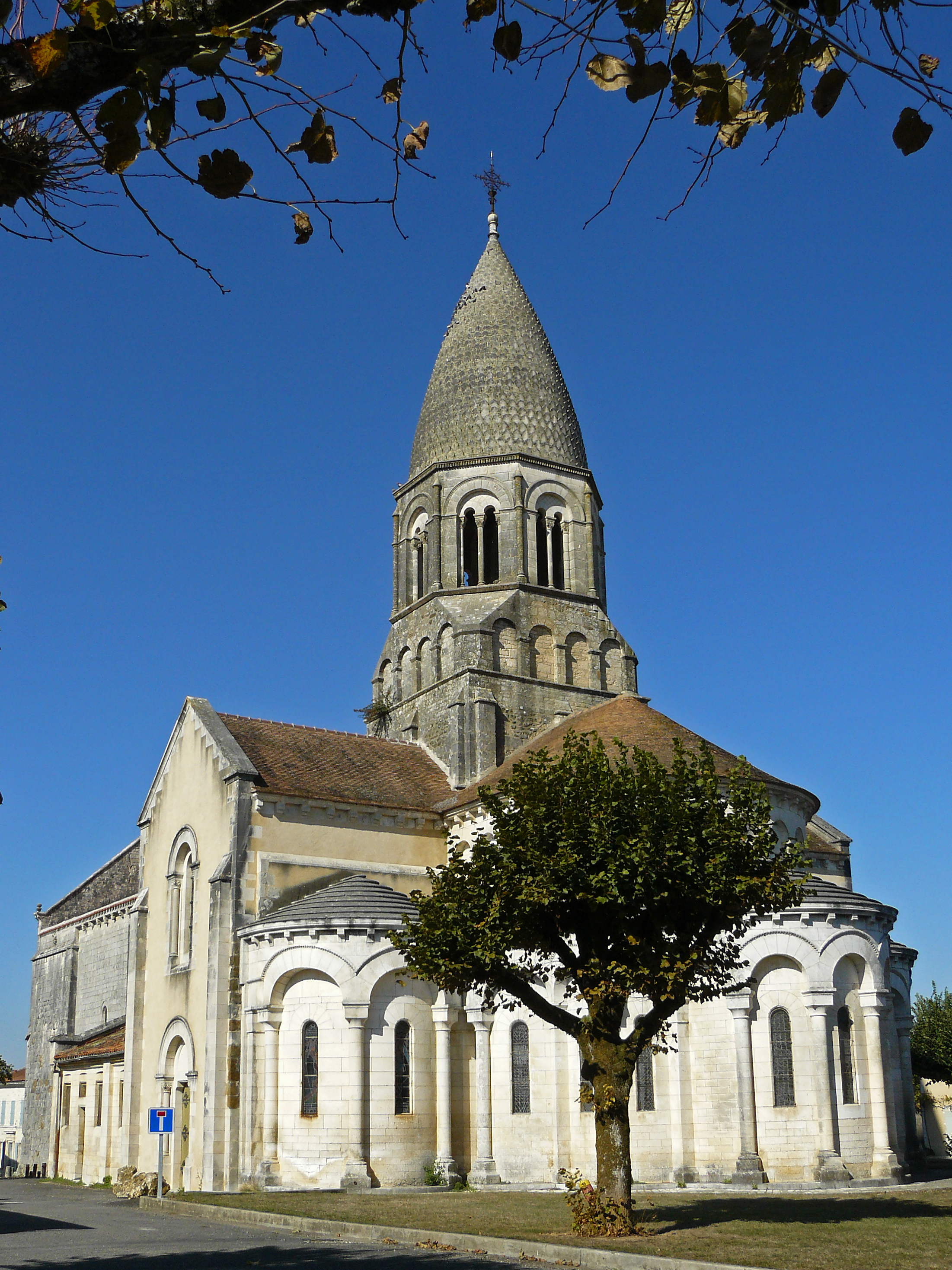
圣莫里斯教堂（法语：Église Saint-Maurice de Montbron）
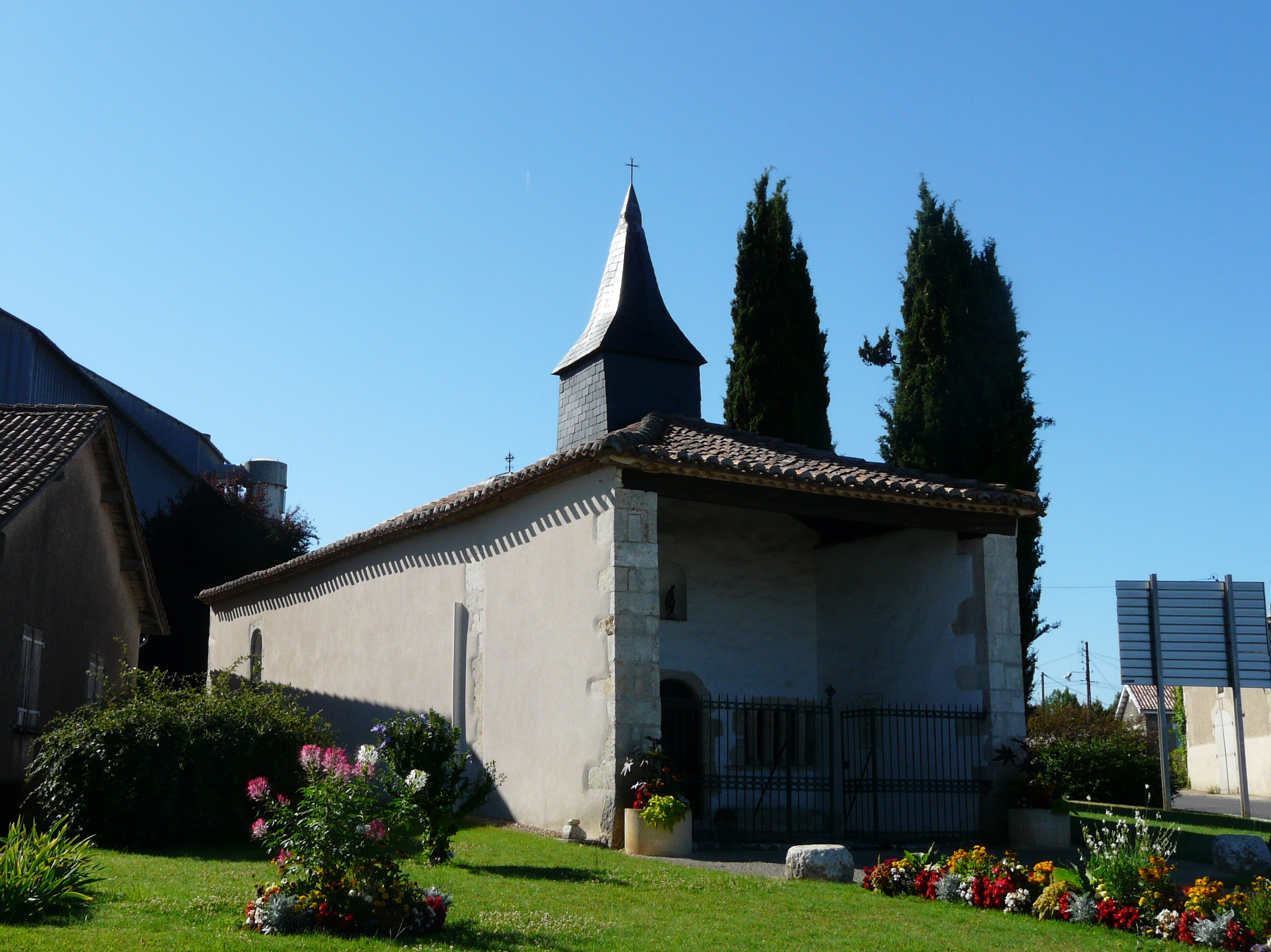
莱普勒小教堂

### 旅游
蒙布龙的旅游事务由其所属的拉罗什富科-佩里戈尔门市镇公共社区联合各级政府协调负责。2023年，蒙布龙境内暂无任何游客接待设施。

### 媒体
法国主要的媒体均可在蒙布龙接收，法国电视三台下属的新阿基坦大区频道在部分时段播出蒙布龙所在夏朗德省的地方新闻。《自由夏朗德报》、《西南报》、蓝色法兰西普瓦图广播、云雀广播等为当地主要的地方性媒体。

## 相关人物
法国历史学家阿尔方斯·奥拉尔出生于蒙布龙。

## 友好城市
截至2024年6月，蒙布龙共与一座城市建立了友好城市关系：
- 爱尔兰 Askeaton